# Benfeld

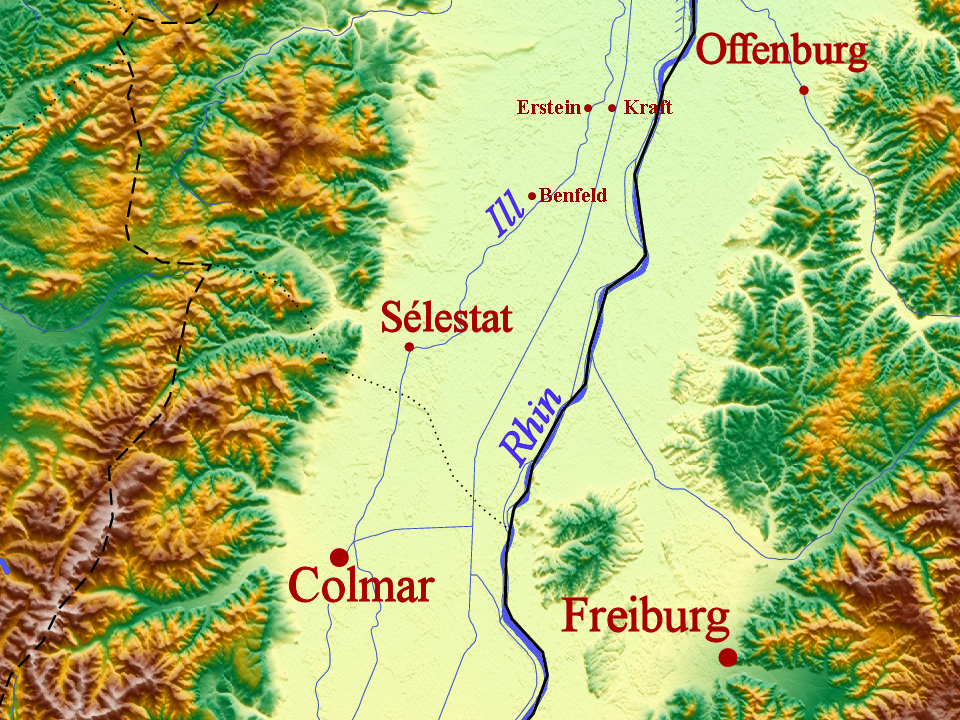

Benfeld ist eine französische Stadt mit 5870 Einwohnern (1. Januar 2021) im Département Bas-Rhin in der Europäischen Gebietskörperschaft Elsass und in der Region Grand Est.

## Geografie
Die Stadt Benfeld liegt zwischen Sélestat und Straßburg am Ufer der Ill im Naturschutzgebiet „Grand Ried“.

## Geschichte
Benfeld liegt etwa an der Stelle des antiken Helellum, das im Jahre 407 von den Germanen zerstört wurde und aus deren Steinen die nachfolgende Gemeinde Benfeld erbaut wurde. 
Im Jahr 763 wurde der Ort als Beneveldin erstmals urkundlich erwähnt. Im 14. Jahrhundert erhielt der Ort eine Stadtmauer. Der Ort entwickelte sich zu einem elsässischen Zentrum der Tabakproduktion. Während des Pestpogroms fielen am 14. Februar 1349 alle jüdischen Einwohner zum Opfer. Im 16. Jahrhundert ging in Benfeld der Reformator Nikolaus Prugener aktiv gegen die radikal-reformatorische Täuferbewegung vor.
Im Dreißigjährigen Krieg widerstand Benfeld zunächst 66 Tage lang der Belagerung durch die Schweden, ehe diese die Stadt am 9. November 1632 einnehmen konnten; sie rissen 1650 die Stadtbefestigung nieder. Nach dem Dreißigjährigen Krieg kam der Ort im Zuge der Réunionen an Frankreich.
In der französischen Zeit war Benfeld Hauptort des Distrikt Benfeld.
Von 1871 bis zum Ende des Ersten Weltkrieges gehörte Benfeld als Teil des Reichslandes Elsaß-Lothringen zum Deutschen Reich und war dem Kreis Erstein im Bezirk Unterelsaß zugeordnet.
Unter deutscher Besatzung wurden 1940 die verbliebenen jüdischen Einwohner nach Südfrankreich deportiert. Über dreißig Personen wurden Opfer des Holocaust.

### Bevölkerungsentwicklung
| Jahr      | 1910 | 1962 | 1968 | 1975 | 1982 | 1990 | 1999 | 2007 | 2020 |
| --------- | ---- | ---- | ---- | ---- | ---- | ---- | ---- | ---- | ---- |
| Einwohner | 2640 | 3449 | 3441 | 3798 | 4451 | 4330 | 4878 | 5315 | 5820 |

## Sehenswürdigkeiten
Das Rathaus der Stadt wurde 1531 errichtet; sein Uhrturm stammt aus dem Jahre 1619 und weist drei Uhren übereinander auf: die kleine Uhr oben zeigt die Mondphasen, in der Mitte wird die Pariser Zeit angezeigt und unten die lokale Straßburger Zeit, die etwa 29 Minuten abweicht. Als Begleitfiguren der Uhren sind ein Ritter, der in Gestalt des Straßburger Fürstbischofs Leopold die Klugheit symbolisieren soll und der jede Viertelstunde mit einem Hammer die neben der Uhr befindliche Glocke anschlägt, der Tod als Sensenmann, der als Hinweis auf die Vergänglichkeit ein Stundenglas dreht  und der so genannten Stubenhansel, der die Gerechtigkeit symbolisieren soll.
Die Kirche Saint-Laurent wurde bereits im Jahre 762 erwähnt und ist damit eine der ältesten Bischofskirchen Frankreichs. In ihr wurden Gräber aus der Merowingerzeit entdeckt. 1754 wurde der Bau erneuert, wobei der gotische Chor erhalten blieb. Das Kirchenschiff hingegen wurde 1840 in neoklassizistischem Stil umgestaltet.

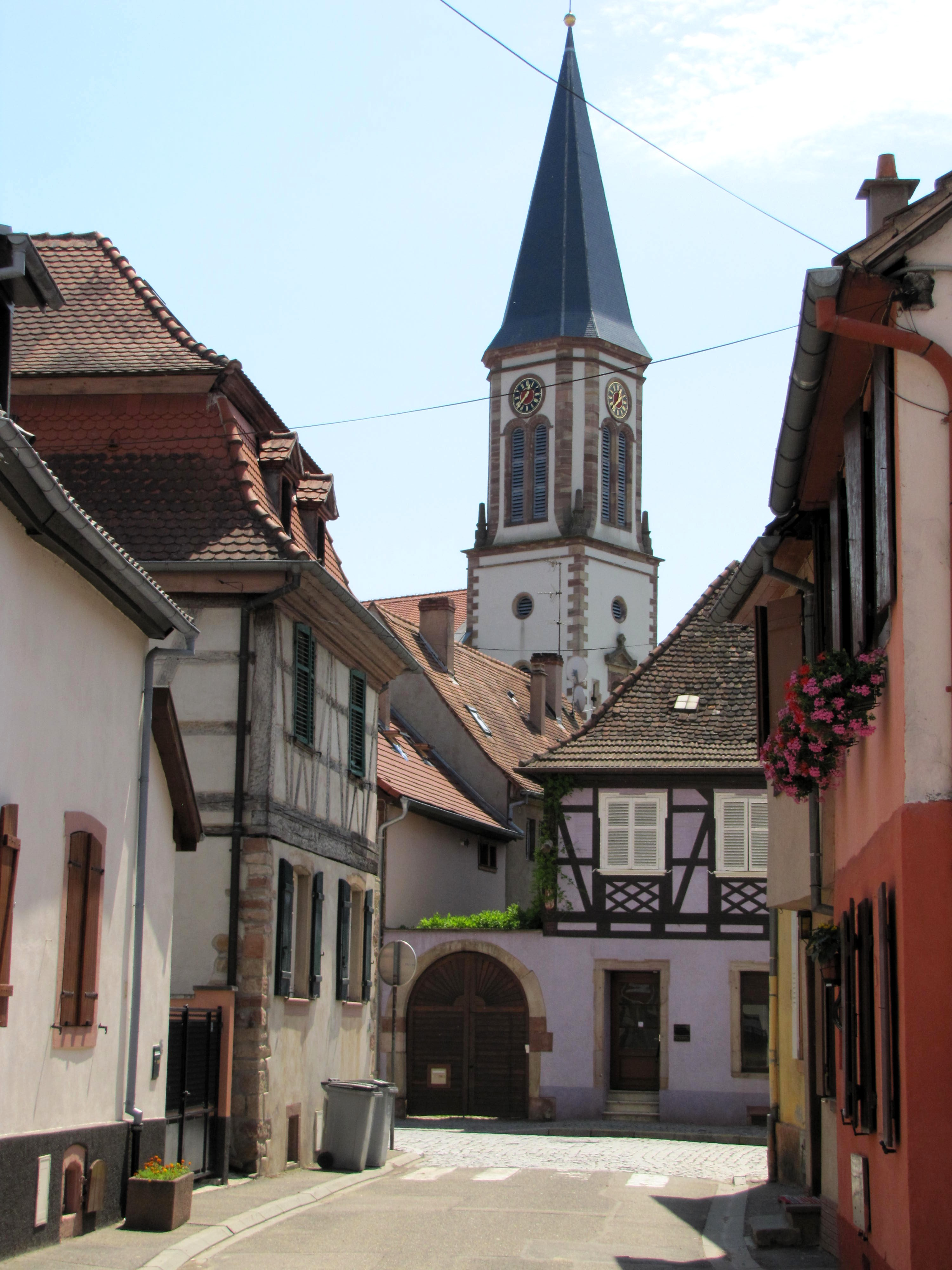
Kirche St. Laurentius
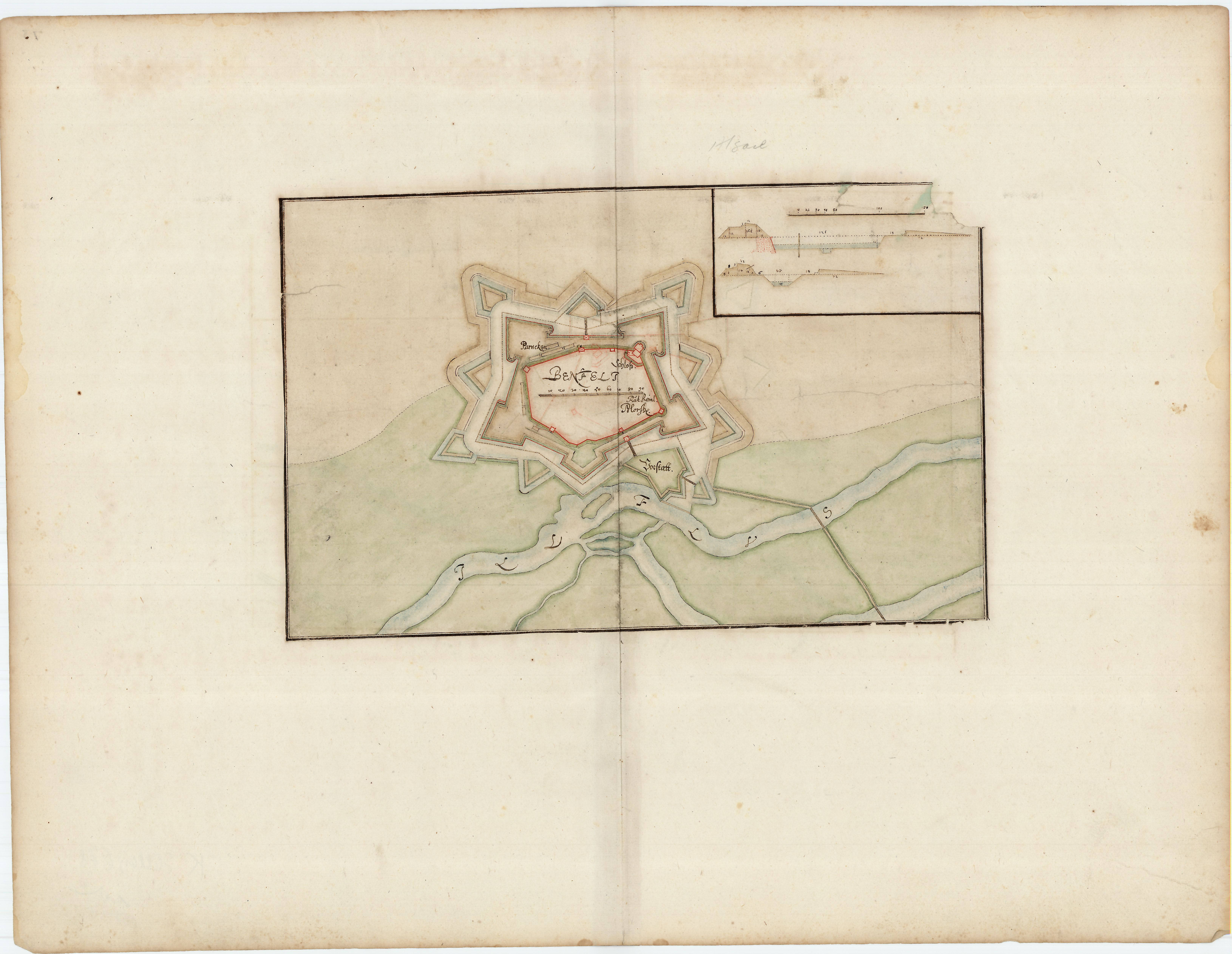
Plan der Festung Benfeld (ca. 1750)
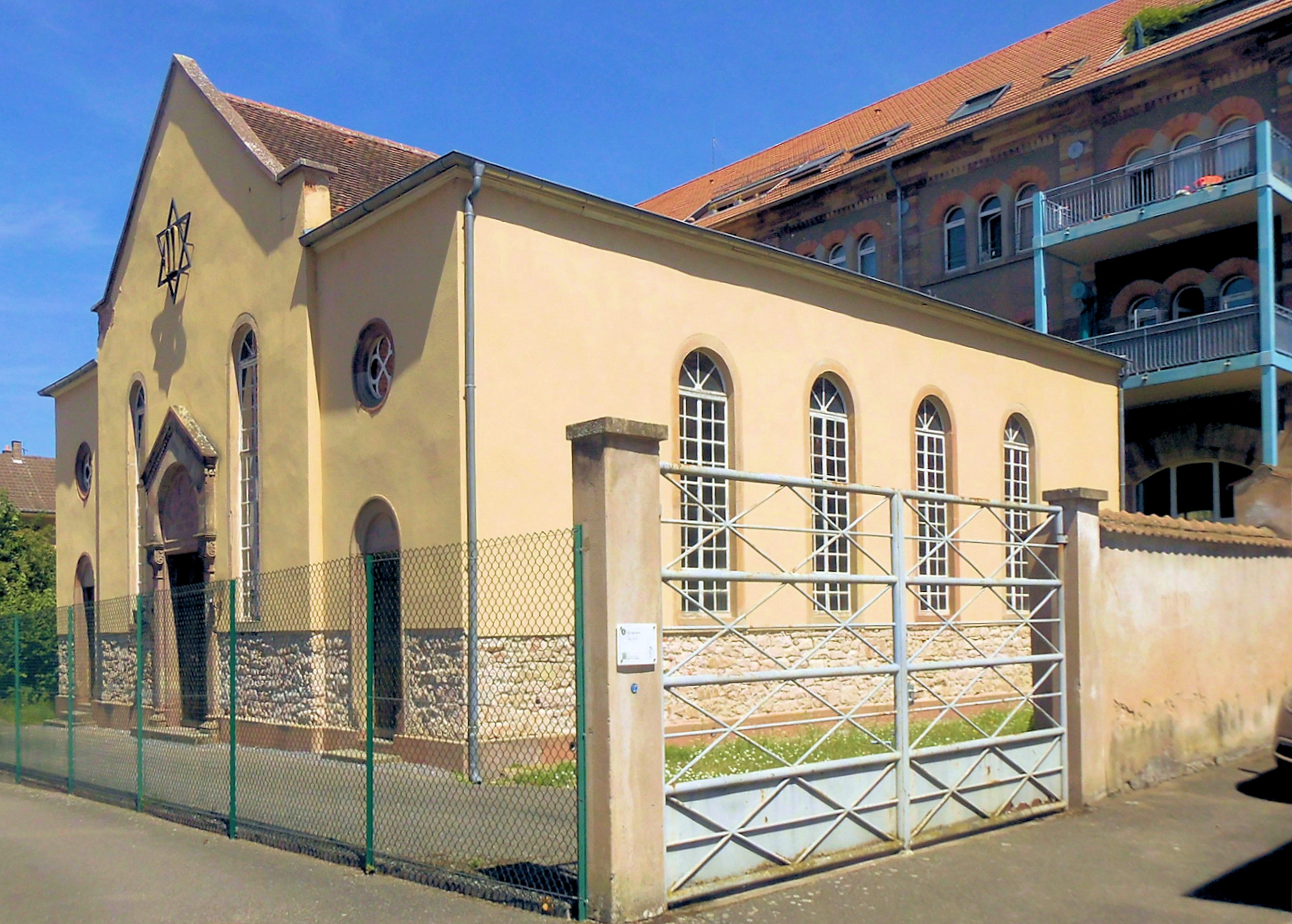
Synagoge Benfeld
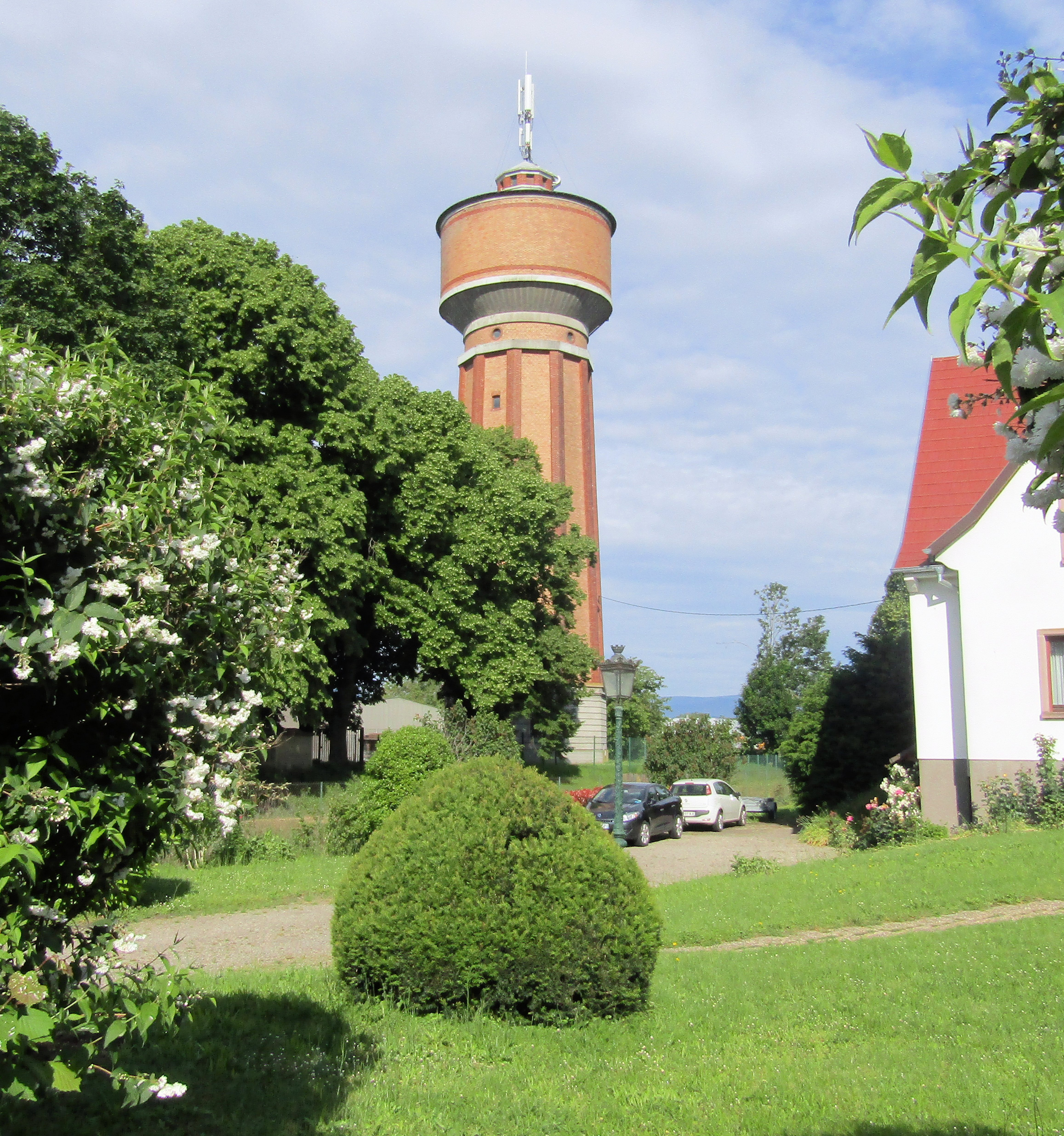
Wasserturm

## Wirtschaft
Neben dem klassischen Erwerbszweig des Tabakanbaus hat sich Benfeld im 19. Jahrhundert zu einem regionalen Zentrum der Industrie entwickelt. Es befinden sich hier Produktionsstätten einer Reihe mittelständischer Unternehmen. Zu nennen sind:
- Socomec (USV-Anlagen, Wechselrichter, Lastschalter und Schaltschränke)
- PCB Création (Lebensmitteldekor)
- Secome (Metallfolien) und dessen Tochtergesellschaft ADEcut

## Städtepartnerschaft
Benfeld ist seit 1970 mit dem deutschen Ettenheim, fast auf gleicher geografischer Breite auf der rechtsrheinischen Seite der Oberrheinischen Tiefebene gelegen, aufgrund gemeinsamer Geschichte partnerschaftlich verbunden.

## Persönlichkeiten
- Christine von Diez (1571–1637), starb in Benfeld
- Johannes Friese (1839–1916), Postmeister von 1875 bis 1883
- Max Fritz Mulert (1888–1974), deutscher Landrat